# Білка (урочище)
Уро́чище «Бі́лка» — ботанічна пам'ятка природи загальнодержавного значення в Україні. Розташована у Сторожинецькому районі Чернівецької області, за 5 км на північний-захід від міста Сторожинця, біля північної околиці села Панка. 
Площа 6 га. Статус присвоєно згідно з Постановою Ради Міністрів УРСР від 30.03.1981 року № 145Р. Перебуває у віданні Панківської сільської ради. 
Територія пам'ятка природи охоплює частину ялицевої діброви та луки, що в долині річки Білки (притока Серету). В урочищі зростають: рябчик шаховий, крокус Гейфеля, баранець звичайний, цибуля ведмежа, білоцвіт весняний та інші. Всього понад 20 видів рослин, що занесені до Червоної книги України.